# Carinodens
Il carinodente (gen. Carinodens) è un rettile marino estinto appartenente ai mosasauri. Visse nel Cretaceo superiore (Campaniano/Maastrichtiano, circa 80-70 milioni di anni fa). I suoi resti sono stati ritrovati in Belgio, nei Paesi Bassi, in Marocco e in Giordania.

## Descrizione
Come tutti i mosasauri, questo rettile possedeva un corpo ben adattato alla vita acquatica. Le zampe erano trasformate in strutture simili a pinne, mentre la coda era allungata e appiattita lateralmente. Il corpo, rispetto a quello di molti altri mosasauri, doveva essere più corto e robusto. Era però il cranio a possedere le caratteristiche più notevoli, in particolare la dentatura. I denti anteriori erano di forma classica, appuntita, mentre quelli mediani erano triangolari e quelli posteriori erano rettangolari. La forma di questi denti, e la loro superficie rugosa, erano evidentemente adattamenti a un tipo di dieta molto particolare. La lunghezza di questo animale doveva aggirarsi intorno ai 2,5 - 3,5 metri.

## Classificazione

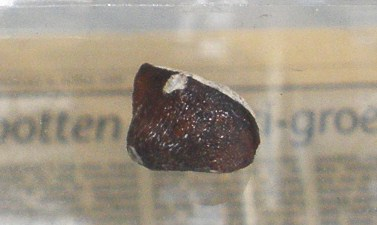
Dente di Carinodens belgicus

Questo animale è stato descritto per la prima volta nel 1924 da Louis Dollo, che appose al materiale fossile il nome di Compressidens. Nel 1969 Thurmond dovette cambiarlo in Carinodens, poiché il nome Compressidens era già stato utilizzato per un altro animale.
Il carinodente era un rappresentante atipico dei mosasauri, grandi lucertole marine predatrici che dominarono i mari di fine Cretaceo. All'interno del gruppo, Carinodens non sembra avere particolari affinità con nessuna forma se non con Globidens, un altro mosasauro dotato di dentatura simile (e ancor più arrotondata) ma di dimensioni maggiori, vissuto anch'esso negli stessi luoghi e nello stesso periodo. Un'altra forma affine è l'altrettanto piccolo Harranasaurus, della Giordania.
In Europa sono note due specie di Carinodens: C. belgicus e C. fraasi, simili fra loro. Secondo alcuni studi (Kuypers et al. 1998, Lingham-Soliar 1999), la differenza fra le due si basa esclusivamente sul grado di usura dei denti: l'apparenza tricuspidata di alcuni denti di C. belgicus, in particolare, potrebbe essere stata causata dall'usura sui margini anteriori e posteriori e sulla cuspide centrale di denti altrimenti di forma più rettangolare.
La specie C. palistinicus, invece, è stata ritrovata in Giordania. Quest'ultima specie è particolarmente ben conosciuta e gli esemplari ad essa attribuiti includono un cranio quasi completo, lungo 25 centimetri. L'esemplare intero doveva raggiungere i 2 metri e probabilmente era un giovane (Kaddumi, 2009). Un'altra specie, C. minalmamar, è stata scoperta in Marocco. Nota solo per un paio di mandibole, questa specie doveva essere più snella e più piccola rispetto alle forme europee (Schulp et al., 2009). Resti parziali ritrovati in Marocco sono inoltre stati attribuiti a C. belgicus.

## Stile di vita

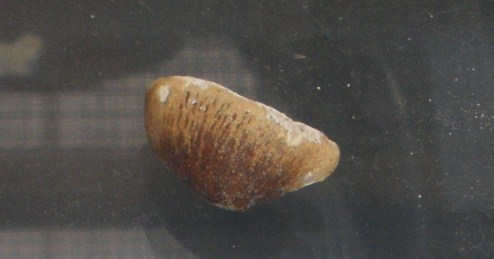
Dente di Carinodens fraasi (= C. belgicus)

La dentatura smussata di questo animale era adatta a una dieta basata su animali dotati di guscio, come i ricci di mare o i molluschi di fondale. L'analogo Globidens, di dimensioni maggiori, probabilmente predava un tipo di molluschi dotati di gusci più duri. Sia Carinodens che Globidens erano sprovvisti di denti sull'osso pterigoide del palato: evidentemente le loro prede non erano scivolose e guizzanti come i pesci, e non necessitavano di dover essere trattenute e spinte verso la gola. Probabilmente altri mosasauri (Mosasaurus, Prognathodon, Tylosaurus) si nutrivano di animali dal guscio duro, ma ciò era parte di una strategia alimentare di ampio raggio.
È possibile che vi fossero differenze adattative anche tra le varie specie di Carinodens: ad esempio, sembra che C. belgicus abitasse fondali bassi ricchi di invertebrati, mentre C. palistinicus doveva essere un predatore pelagico, che si cibava di molluschi e pesci. I grandi occhi di C. palistinicus erano probabilmente utili nella visione sottomarina in acque profonde, ricche di cefalopodi.